# Кринськ
Кринськ (пол. Kryńsk) — село в Польщі, у гміні Бондково Александровського повіту Куявсько-Поморського воєводства.
Населення — 195 осіб (2011).
У 1975-1998 роках село належало до Влоцлавського воєводства.

## Демографія
Демографічна структура станом на 31 березня 2011 року:
|          | Загалом | Допрацездатний вік | Працездатний вік | Постпрацездатний вік |
| -------- | ------- | ------------------ | ---------------- | -------------------- |
| Чоловіки | 108     | 32                 | 69               | 7                    |
| Жінки    | 87      | 21                 | 45               | 21                   |
| Разом    | 195     | 53                 | 114              | 28                   |